# James Iredell
James Iredell (5 de Outubro de 1751 - 20 de Outubro de 1799) foi um dos primeiros Juízes da Suprema Corte dos Estados Unidos. Foi nomeado pelo Presidente George Washington e exerceu de 1790 até sua morte em 1799. Seu filho, James Iredell, Jr., foi Governador da Carolina do Norte.

## Primeiros anos
James Iredell nasceu em Lewes, Inglaterra, o mais velho dos cinco filhos sobreviventes de Francis Iredell, um comerciante de Bristol e sua esposa, a então Margaret MucCulloh da Irlanda. O fracasso dos negócios (e da saúde) de seu pai levou James a imigrar para as Colônias em 1767 com 17 anos. Familiares o ajudaram a conseguir um cargo no serviço alfadengário como vice-coletor, ou controlador, do porto de Edenton, na Carolina do Norte.
Enquanto trabalhava na alfândega, Iredell estudou direito com Samuel Johnston (mais tarde Governador da Carolina do Norte), começou a exercer advocacia e foi aceito na Ordem em 1771. Neto de um clérigo, foi um anglicano devoto ao longo de sua vida e suas escritas mostram interesse em espiritualidade e metafísica, além de um simples apego à religião organizada.
Em 1773, Iredell casou-se com a irmã de Johnston, Hannah, e os dois tiveram quatro filhos após 12 anos sem filhos. Em 1774 foi nomeado como coletor do porto.

## Participações na Revolução
Embora empregado pelo governo britânico, Iredell foi um forte defensor da independência e da revolução. Em 1774, escreveu To the Inhabitants of Great Britain, onde expôs argumentos se opondo ao conceito de soberania parlamentar nos EUA. Este artigo determinou Iredell, então com 23 anos, como o ensaísta político mais influente da Carolina do Norte naquela época. Seu tratado Principles of an American Whig antecede e ecoa temas e ideias da Declaração da Independência.
Após o início da revolução, Iredell ajudou a organizar o sistema de tribunais da Carolina do Norte e foi eleito juiz do supremo tribunal em 1778. Sua carreira avançou por meio de vários cargos políticos e judiciais no estado, incluindo o de procurador-geral de 1779 até 1781. Em 1787, a assembleia legislativa nomeou-o comissário e encarregou-o de compilar e revisar as leis da Carolina do Norte. Sua obra foi publicada em 1791 como Iredell's Revisal.
Após a Revolução, as limitações financeiras o impediram de ser delegado à convenção da Filadélfia, correspondia-se regularmente com os delegados da Carolina do Norte. Iredell era um líder dos Federalistas na Carolina do Norte e um forte defensor da Constituição proposta. Na convenção de 1788 em Hillsborough, argumentou sem sucesso a favor de sua adoção. Iredell era o líder das forças Federalistas. (A Carolina do Norte posteriormente ratificou a Constituição depois que o Congresso a emendou por meio da inclusão da Declaração de Direitos.) Depois que a convenção não ratificou a Constituição, continuou a promovê-la, juntando-se a William R. Davie (o fundador da Universidade da Carolina do Norte), para publicar os debates da convenção às suas próprias custas para distribuição em todo o estado.

## Juiz da Suprema Corte
No dia 8 de Fevereiro de 1790, George Washington indicou James Iredell para o cargo de Juiz Associado da Suprema Corte e no dia 12 de Maio, foi confirmado pelo Senado dos Estados Unidos e foi empossado no mesmo dia. Aos 38 anos, Iredell era o mais jovem dos primeiros Juízes da Suprema Corte.
Os casos da primeira Suprema Corte foram leves. Na verdade, o tribunal não ouviu seu primeiro caso até 1791, West v. Barnes. A decisão foi unânime, mas Iredell solicitou que o Congresso mudasse o severo estatuto que rege a decisão do Ocidente. Os Juízes se reuniam para ouvir argumentos apenas duas vezes por ano, e há apenas algumas opiniões escritas pelo Juiz Iredell em seus anos na corte. Dos quais, dois dos mais significativos são:
- Chisholm vs. Georgia (1793): A questão era se os cidadãos de um estado (Carolina do Sul) poderiam processar outro estado (Geórgia) para o reembolso de contas da Guerra Revolucionária. Iredell foi o único dissidente da opinião da maioria que sustentava que um estado pode ser processado em um tribunal federal sem seu consentimento para o processo.
- Calder v. Bull (1798): A questão era se uma lei da Assembleia Legislativa de Connecticut violou a Constituição porque era uma lei a posteriori, proibida de acordo com o Artigo I, Seção 9, Cláusula 3.

No caso Chisholm, a opinião pública e política concordou com Iredell contra os outros Juízes. O clamor e a forte reação das pessoas contra a decisão de Chisholm levariam à sua reversão com a adoção da Décima Primeira Emenda em 1795.
Na decisão unânime no caso Calder, o Tribunal considerou que a Cláusula aplicava-se apenas a processos penais, decidindo que a lei da Assembleia Legislativa não era inconstitucional. Mais importante, Calder levantou a questão de que se os "princípios de justiça natural" constituíam lei. A opinião de Iredell indicava que apenas as ações de um estado que violasse explicitamente uma cláusula textual da Constituição poderiam ser declaradas nulas. Declarou: "Os princípios da justiça natural são regulados por nenhum padrão fixo; os homens mais capazes e os mais puros diferem sobre o assunto; e todo o tribunal poderia dizer apropriadamente, nesse caso, seria, que a Assembleia Legislativa (possuidora de igual direito de opinião) aprovou uma lei que, na opinião dos juízes, era inconsistente com os princípios abstratos da justiça natural". Os estudiosos apontaram o artigo de Iredell To The Public como uma das defesas mais claras e fundamentadas do Controle judicial.
A opinião do Juiz Iredell no caso Calder ajudou a determinar o princípio do controle judicial cinco anos antes de ser testado em Marbury v. Madison (1803). A Suprema Corte seguiu a abordagem de Iredell ao longo de sua subsequente história.
A acusação de Iredell ao grande júri federal no Caso de Fries é comumente citada como evidência de que a intenção dos autores era limitar o alcance da Primeira Emenda à liberdade de censura prévia. Elogiou a interpretação restritiva do Sir William Blackstone da liberdade de imprensa, observou que os autores estavam muito familiarizados com o trabalho de Blackstone e observou que "a menos que sua explicação tivesse sido satisfatória, presumo que a emenda teria sido formulada de forma mais específica, para evitar qualquer possível erro".

## Últimos anos
A Lei Judiciária de 1789 dividiu os Estados Unidos em 13 distritos, cada distrito tendo um tribunal em uma das 13 principais cidades. Também criou três circuitos ou cortes de apelação - um em cada no leste, centro e sul dos Estados Unidos. Ao contrário da Suprema Corte moderna reunida na capital para decidir casos, os Juízes da Suprema Corte eram obrigados a "circular" ou viajar para os vários circuitos e ouvir casos e apelações duas vezes por ano. Parcialmente devido ao grande fardo das viagens, a saúde do Juiz Iredell piorou e morreu repentinamente no dia 20 de Outubro de 1799, em Edenton, na Carolina do Norte. Tinha 48 anos.

## Escravidão
Iredell se espelhou em contemporâneos como Thomas Jefferson e George Washington em condenar abertamente a escravidão enquanto participava da prática. Iredell possuía 14 escravos em 1786, e ele e sua esposa Hannah possuíam escravos na época de suas mortes.
Como advogado, Iredell auxiliou em casos de abolicionistas e pró-escravidão. Em 1777, Iredell e seu amigo William Hooper forneceram assistência jurídica a mais de 40 ex-escravos emancipados pelos Quakers no nordeste da Carolina do Norte depois que a Assembleia Geral da Carolina do Norte em 1777 ordenou a apreensão e revenda dos ex-escravos. Em 1769, Iredell ajudou seu padre, Thomas, a vender um escravo fugitivo e solicitou cajados de arenque e carvalho vermelho como parte dos lucros. Em sua advocacia, Iredell facilitou a venda de escravos para clientes.

### Opiniões sobre a Cláusula do Comércio de Escravos
Iredell dirigiu-se ao delegado da Virgínia, George Mason, à objeção ao Artigo Um, Seção 9, Cláusula 1 da Constituição dos Estados Unidos ("Cláusula do Comércio de Escravos") por motivos de praticidade. Iredell acreditava que a Constituição não seria ratificada pela Carolina do Sul nem pela Geórgia sem a inclusão da Cláusula do Comércio de Escravos, escrevendo: "Nossa situação...torna necessário suportar o mal como ele é".
Embora Iredell acreditasse que "os interesses da humanidade" seriam promovidos por meio da abolição, que o comércio de escravos existiu por muito tempo "para a honra e a humanidade daqueles que nele estão envolvidos", e que sua abolição seria "agradável a todas as mentes generosas e a todos os amigos da natureza humana"," ele, no entanto, acreditava que a ratificação da Constituição proporcionaria um caminho para a abolição a longo prazo e que, a menos que estivessem em dívida com a Constituição, estados como a Carolina do Sul e a Geórgia nunca seguiriam o caminho da abolição. Portanto, "'embora em um período distante', as medidas para a abolição do comércio de escravos seriam 'um exemplo de humanidade'".
Na época entre a ratificação da Constituição e a abolição, Iredell escreveu, que o julgamento sobre a escravidão nos Estados Unidos deve permanecer entre as consciências dos indivíduos e Deus.

### Escravidão em sua vida pessoal
Iredell teve escravos ao longo de sua vida. Em 1786, Iredell relatou possuir 14 escravos. Embora alguns registros sobreviventes dos escravos de Iredell sejam parcialmente ilegíveis, os nomes dos escravos de Iredell durante sua vida incluem Peter, Sarah (esposa de Peter), Edy, Dundee e Hannibal. O irmão de Iredell, Arthur, pretendia legar escravos que herdou de seu padre, Thomas, para James após a morte de seu padre. No entanto, a negociação fracassou e James transferiu o título dos escravos para Arthur. Durante sua vida, James Iredell libertou alguns de seus escravos, incluindo Peter, Edy e Dundee, e os visitou nos anos subsequentes na Filadélfia. Os estudiosos consideram Iredell um "mestre humanitário", com base em escritas sobreviventes. No entanto, James Iredell e sua esposa Hannah possuíam escravos no momento de suas mortes.

#### Peter
Em sua biografia de James Iredell, o historiador judicial Willis Whichard observa o relacionamento próximo de Iredell com um de seus escravos, Peter. Peter viajava regularmente com Iredell antes de ganhar sua liberdade e, posteriormente, foi contratado por Iredell. Depois que Peter ganhou sua liberdade, Iredell elogiou um empregado, David, comparando-o ao desempenho de Peter.
Em 1793, quando a família Iredell mudou-se da Filadélfia para Edenton, Carolina do Norte, Iredell libertou Peter junto com 2 outros escravos, Edy e Dundee. Peter tornou-se um lenhador depois de ganhar sua liberdade. Era regularmente contratado por Iredell quando Iredell voltou para visitar a Filadélfia e, em uma ocasião, ver como está o sobrinho de Hannah Iredell, James Johnston.

## Legado
O Condado de Iredell, na Carolina do Norte, foi fundado em 1788 e foi nomeado em homenagem a Iredell.
SS James Iredell, um navio da Segunda Guerra Mundial, foi nomeado em sua homenagem.
A Casa de James Iredell em Edenton foi listada no Registro Nacional de Lugares Históricos em 1970.

## Na cultura popular
James Iredell é apresentado como um personagem em A More Obedient Wife: A Novel of the Early Supreme Court, um romance histórico de Natalie Wexler centrado em torno de sua esposa, Hannah, e sua amiga Hannah Wilson.

## Leia mais
- Abraham, Henry J. (1992). Justices and Presidents: A Political History of Appointments to the Supreme Court 3rd ed. New York: Oxford University Press. ISBN 0-19-506557-3 Verifique o valor de |url-access=registration (ajuda)
- Cushman, Clare (2001). The Supreme Court Justices: Illustrated Biographies, 1789–1995 2nd ed. [S.l.]: (Supreme Court Historical Society, Congressional Quarterly Books). ISBN 1-56802-126-7
- Flanders, Henry. The Lives and Times of the Chief Justices of the United States Supreme Court. Philadelphia: J. B. Lippincott & Co., 1874 at Google Books.
- Frank, John P. (1995).  Friedman, Leon; Israel, Fred L., eds. The Justices of the United States Supreme Court: Their Lives and Major Opinions. [S.l.]: Chelsea House Publishers. ISBN 0-7910-1377-4
- Hall, Kermit L., ed. (1992). The Oxford Companion to the Supreme Court of the United States. New York: Oxford University Press. ISBN 0-19-505835-6
- Higginbotham, Don, ed. (1976). The Papers of James Iredell. 2 vols., Raleigh, N.C.: North Carolina Division of Archives and History, Dept. of Cultural Resources. ISBN 0-86526-042-7
- Martin, Fenton S.; Goehlert, Robert U. (1990). The U.S. Supreme Court: A Bibliography. Washington, D.C.: Congressional Quarterly Books. ISBN 0-87187-554-3
- Urofsky, Melvin I. (1994). The Supreme Court Justices: A Biographical Dictionary. New York: Garland Publishing. 590 páginas. ISBN 0-8153-1176-1 Verifique o valor de |url-access=registration (ajuda)